# Univention Corporate Server
Univention Corporate Server (UCS) poslužiteljski je operacijski sustav izveden iz Debiana s integriranim sustavom upravljanja identitetom i infrastrukturom za središnju i međuplatformsku administraciju poslužitelja, usluga, klijenata, stolnih računala i korisnika kao i virtualiziranih računala kojima se upravlja pod UCS-om. Osim upravljanja lokalnim virtualnim instancama, UCS-om se također može upravljati uslugama u oblaku koje se temelje na okruženjima OpenStack, Microsoft Azure i Amazon EC2. Integracijom softvera otvorenog koda Samba 4, UCS također podržava funkcije koje u mnogim tvrtkama nudi Microsoft Active Directory za administraciju računala koja rade sa sustavom Windows. Komponente iz UCS-a i za UCS-certificirane aplikacije poznatih dobavljača trećih strana mogu se instalirati i integrirati putem integriranog Univention App Centera. UCS pruža runtime okruženje i usluge za rad i jedinstveno, središnje upravljanje aplikacijama. To čini posebno jednostavnim pokretanje i upravljanje aplikacijama dostupnim u centru za aplikacije. Docker kontejnerima se također može upravljati na UCS sustavima, a sve više i više aplikacija dostupnih u App Centeru također se temelje na Dockeru.  
Univention je član Open Source Business Alliancea i podržava razvoj paketa softvera otvorenog koda Open Source Business Alliancea.

## Licence i izdanja
UCS je softver otvorenog koda. Interni razvoj tvrtke Univention GmbH sadržan u UCS-u objavljen je do verzije 2.3 pod GNU GPL. Izdavanjem verzije 2.4 tvrtka je prešla na GNU AGPL. 
UCS je izvorno bio dostupan kao komercijalno, plaćeno izdanje za tvrtke i kao "besplatna za osobnu upotrebu" licenca namijenjena isključivo za privatnu upotrebu. Od 21 travnja 2015. uz plaćeno izdanje za tvrtke postoji i besplatno izdanje tzv. UCS Core Edition. Ovo je zamijenilo licencu "besplatno za osobnu upotrebu" i može se koristiti i komercijalno. Razlike u odnosu na komercijalno izdanje odnose se na odgovornost za proizvod i podršku, kao i na proširene funkcije. 

## Struktura i komponente
Univention Corporate Server temelji se na Linuxovoj distribuciji Debian. Brojne aplikacije otvorenog koda, kao što su Samba, usluga provjere autentičnosti Kerberos, softver za virtualizaciju KVM i Nagios za praćenje poslužitelja i usluga integrirani su u UCS.  Međutim, ključna i važna jedinstvena točka UCS-a je središnji administrativni alat "Univention Management Console", koji omogućuje upravljanje IT infrastrukturama između sustava i lokacija. UCS koristi imenički servis OpenLDAP za pohranu podataka za upravljanje identitetom i sustavom.
Administracijskim alatima se upravlja putem web aplikacija i sučelja naredbenog retka. Zahvaljujući integriranoj administrativnoj usluzi UCS Virtual Machine Manager (UVMM), administrativni alati također omogućuju središnju administraciju virtualiziranih poslužitelja i klijenata, tvrdih diskova, CDROM-ova i DVD slika zajedno s fizičkim sustavima na kojima se pokreću. 
Proizvođač nudi mogućnosti integracije UCS-a u postojeća IT okruženja korištenjem otvorenih standarda i isporučenih konektora. Integrirani alat Active Directory veza omogućuje dvosmjernu usporedbu između Microsoftove imeničke usluge Active Directory i imeničke usluge OpenLDAP koja se koristi u UCS-u. UCS također nudi različita sučelja za proizvođače aplikativnog softvera, pomoću kojih mogu integrirati svoje aplikacije u UCS sustav upravljanja.

## Područja primjene
Proizvodi i UCS komponente dostupni u Univention App Center služe velikom broju područja primjene. Dostupna su rješenja za sljedeća područja primjene: 

### Upravljanje pristupom i provjera autentičnosti
UCS RADIUS aplikacija osigurava pristup mreži putem RADIUS protokola. SAML aplikacija integrirana u UCS pruža pružatelja identiteta za jedinstvenu prijavu za UCS na temelju protokola Security Assertion Markup Language (SAML) i okvira SimpleSAMLphp. To omogućuje da se ponudi funkcija jedinstvene prijave za web usluge i aplikacije trećih strana (kao što su Google Apps, Salesforce.com itd.). Autentifikacija se provodi izravno kod davatelja identiteta. Korisnicima se upravlja pomoću UCS-a i pojedinačno se aktiviraju za određene usluge. Osim toga, uz pomoć privacyIDEA, registracija se može provesti s drugim faktorom. 

### Usluge kompatibilne s Active Directory
U App Centru, s komponentom Kontrolera domene kompatibilnom s Active Directory-om temeljenom na Sambi 4, UCS nudi korištenje UCS-a kao kontrolera domene Active Directory za Windows sustave, uključujući usluge datoteka, printanja i mreže. 
Ako okruženja Microsoft Windows i Linux trebaju raditi paralelno, alat za povezivanje Active Directory nudi transparentan put migracije između Active Directory i UCS kao i automatsku sinkronizaciju između ovih sustava, uključujući šifrirane lozinke, definicije grupa i druge imeničke usluge. S funkcijom Member Mode, UCS također može postati podređeni član u domeni i tada je dostupan kao platforma.
Ako je cilj potpuni prijelaz na UCS okruženje uz istovremeno isključivanje svih Active Directory kontrolera domene, Active Directory Takeover dostupan u App Centeru omogućuje migraciju objekata s izvornog Active Directory kontrolera domene na UCS Samba/ AD kontroler domene.

### Povezivanje Microsoft Office 365 i Google Apps for Work
Pomoću alata Microsoft Office 365 Connector i Google Apps for Work Connector upravljanje korisnicima za usluge u oblaku Office 365 i Google Apps for Work integrirano je u UCS, tako da se tim korisnicima upravlja lokalno, a ne u oblaku. Osim toga, ti korisnici imaju koristi od jedinstvene prijave integrirane u UCS, tako da im nije potrebna dodatna lozinka za korištenje ovih rješenja u oblaku. 

### Upravljanje klijentima
Uz Univention Corporate Client (UCC), App Center nudi učinkovito upravljiv operativni sustav za osobna računala, prijenosna računala i tanke klijente u tvrtkama i javnim tijelima. Softver sadrži desktop okruženje optimizirano za poslovnu upotrebu temeljeno na Ubuntu. UCC osigurava integrirane administrativne procese za korisnike, klijente, stolna računala ili autorizacije i učinkovito čini korištenje različitih administrativnih alata koji nisu međusobno usklađeni nepotrebnim. Služi kao platforma za pristup rješenjima udaljene radne površine i virtualiziranim radnim površinama, kao i aplikacijama koje se temelje na pregledniku ili terminalnom poslužitelju.

### Sigurnosna kopija podataka
Uz SEP sesam i Bareos, App Center za UCS nudi dva dobro poznata rješenja za sigurnosno kopiranje, arhiviranje i vraćanje svih uobičajenih operativnih sustava, virtualizacijskih rješenja, aplikacija, baza podataka i datoteka.

### Upravljanje pisačem
UCS nudi poslužitelj pisača temeljen na softveru CUPS, s kojim se mogu implementirati opsežna okruženja pisača. Uključeni su PPD upravljački programi za većinu modela pisača.

### Mail i grupni programi
UCS Mailservices preuzima funkciju cjelovitog poslužitelja e-pošte putem SMTP- a i Dovecota za pružanje poštanskih sandučića putem IMAP-a i POP3-a. Integrirane su provjere virusa putem ClamAV skenera i otkrivanje neželjene pošte putem SpamAssassin-a. Zajedničke IMAP mape i mailing liste mogu se definirati u Univention Management Console.
Osim toga, App Center nudi integraciju dobro poznatih grupnih rješenja iz Open-Xchange, Kopano, Kolab i Tine 2.0.
Za sigurnost poslužitelja e-pošte i antivirusnu zaštitu, Univention App Center nudi aplikaciju Kaspersky Security za Linux poslužitelj e-pošte tvrtke Kaspersky Lab, koja je automatski integrirana u UCS administrativno sučelje.

### Upravljački softver za obrazovne ustanove
Rješenje Univention Corporate Server @ school proširuje UCS funkcijama posebno za korištenje u školama i obrazovnim ustanovama. To su, primjerice, alati za raspodjelu radnog materijala i zaključavanje računala te softver za kontrolu ekrana. Osim toga, dobro poznate, web-bazirane platforme za učenje i zajednice kao što su WebWeaver i EDYOU dostupne su za UCS@school i njima se može upravljati centralno putem UCS@school. 

### Nadzor sustava
Uz Nagios, App Center nudi rješenje za nadzor sustava i mreže. Uz standardne Nagios dodatke, isporučuju se i dodaci specifični za UCS (npr. za praćenje replikacije domene).

### Upravljanje mrežom i intranetom
DHCP poslužitelj u App Centeru je usluga dinamičkog IP upravljanja za IPv4 mreže. Može se fleksibilno konfigurirati i pouzdano upravlja čak i velikim mrežama. Prilikom konfiguracije možete birati između dinamičke ili fiksne dodjele IP adresa. Definiranjem MAC adrese sustavima se može dodijeliti fiksna IP adresa, a sustavi trećih strana mogu se isključiti.
Web proxy Squid omogućuje korištenje predmemorije preglednika za povećanje performansi i kontrolu podatkovnog prometa. Vrijeme odziva za korisnike i količine prijenosa mogu se smanjiti prilikom pristupa Internetu. Osim toga, omogućena je kontrola i administracija pristupa internetskim sadržajima. Na primjer, može se odrediti koji korisnici ili grupe korisnika mogu ili ne smiju pristupiti kojim web stranicama.

### Virtualizacija
Uz UCS Virtual Machine Manager (UVMM), App Center nudi standardnu komponentu u UCS sustavu upravljanja za upravljanje virtualiziranim IT infrastrukturama različitih virtualizacijskih tehnologija kao što je KVM. Od verzije 4.0, UCS komponenta UVMM također može upravljati resursima oblaka temeljenim na OpenStacku ili okruženjima oblaka Amazon EC2 jednako udobno kao i lokalnim instancama. 
Uz aplikaciju KVM virtualizacijskog poslužitelja, App Center pruža hipervizor za virtualizaciju sustava koji koriste KVM. S UCS Virtual Machine Managerom može se upravljati s više KVM čvorova u okruženju.

## Vanjske poveznice
- Službena stranica
- Univention na Githubu
- UCS kao kućni poslužitelj na Linux Guides/YouTube
- UCS@home kao alternativa GMailu i Dropboxu putem računalne slike  Arhivirana inačica izvorne stranice od 25. rujna 2021. (Wayback Machine)
- Vodič za instalaciju UCS-a na administrator.de
- Univention Corporate Server 4.1 – status i plan
- Univention Corporate Server 4.4 - status i plan na Univention Summitu 2019.
- Otvorite Xchange
- Stephan Hendl, Ludger Schmitz: "Linux poslužitelji stvaraju opcije za PC strategiju" Članak u eGovernmentu, 3. studenoga 2009.
- Lea Sommerhäuser, Intervju s Peterom Gantenom, generalnim direktorom Univentiona "Hibridni pristup je budućnost"  Arhivirana inačica izvorne stranice od 15. srpnja 2014. (Wayback Machine), 4. ožujka 2014.
- Thomas Drilling, članak "Linux poslužitelji za srednje tvrtke", Computerwoche, 4. srpnja 2013.